# شيكو هرنانديز
شيكو هرنانديز هو لاعب كرة قاعدة كوبي، ولد في 3 يناير 1916 في هافانا في كوبا، وتوفي بنفس المكان في 3 يناير 1986.

## وصلات خارجية
- شيكو هرنانديز على موقع دوري كرة القاعدة الرئيسي (الإنجليزية)
- شيكو هرنانديز على موقعبيزبول رفرنس.كوم (الدوري الرئيسي) (الإنجليزية)
- شيكو هرنانديز على موقعبيزبول رفرنس.كوم (الدوري الثانوي) (الإنجليزية)